# ژانت کهن‌صدق
ژانت کهن‌صدق (درگذشته دوم خرداد ۱۳۵۱) قهرمان و دارندهٔ چند رکورد دو سرعت بانوان ایران بود. روزنامه کیهان در سال ۱۳۴۴ ژانت کهن صدق را بهترین ورزشکار سال ایران -از بین تمام ورزشکاران زن و مرد- انتخاب کرده بود.
وی که از دبیرستان انوشیروان دادگر فارغ‌التحصیل شده بود، موفق به اخذ درجه لیسانس تربیت بدنی از دانشگاه تهران گردید. اوج موفقیت وی زمانی بود که در یک مسابقه در اکتبر ۱۹۶۵، موفق به شکستن رکورد دو ۱۰۰ متر و دو ۶۰ متر بامانع ایران گردید. کهن‌صدق قهرمان تیم‌های دو و میدانی کشور و مربی ورزشی و دارنده رکورد ۱۰۰ متر بانوان ایران با زمانی معادل ۱۲٫۵ ثانیه بود. از آنجائی که گذشته از قهرمانی، دانشجوی دانشگاه تهران نیز بود در دوران پیش از انقلاب ۱۳۵۷ هرساله از سوی تربیت بدنی دانشگاه تهران مسابقاتی به یادبود وی برگزار می‌گردید
عصر سه شنبه دوم خرداد ۱۳۵۱ سیمین شفیقی خودرو پیکان نویی را هدایت می‌کند که در صندلی کنار دست راننده‌، ژانت کهن‌صدق و روی صندلی عقب آن آذر لاریجانی و بیاتا داداریس نشسته بودند. دو نفری که عقب نشسته بودند، دوستان صمیمی دو ستارهٔ ورزشکار بودند. آنها از دانشگاه به سمت نیاوران و منزل سیمین شفیقی حرکت می‌کردند تا بعد از فارغ شدن از تحصیل برنامه‌های آینده را بچینند. سر چهار راه پارک وی اتوبوس مسافربری شهری که در حال حرکت از خیابان پهلوی (ولی عصر امروزی) بود، از مسیر خارج شد و تصادف وحشتناکی رخ داد.
اتومبیل دختران به خاطر شدت برخورد واژگون شد و سرنشینانش بین آهن‌های مچاله شده گیر کردند. بلافاصله به کمک پلیس و مأمورین آتش‌نشانی مصدومین را به بیمارستان رساندند، اما به علت جراحات شدید دو سرنشین جلو اتومبیل یعنی سیمین شفیعی و ژانت کهن صدق نتوانستند جان سالم بدر ببرند و همان دقایق اول پس از حادثه تمام کردند.جالب آنکه شش سال پیش از این حادثه و چیزی حدود پنج کیلومتر آن طرف تر، فروغ فرخزاد هم به خاطر یک تصادف فوت کرده بود. مرگ نابهنگام وی در سن ۲۶ سالگی همراه با مرگ کاپیتان تیم ملی بسکتبال دختران ایران، سیمین شفیقی، برای همه ایرانیان حادثه‌ای تکان‌دهنده بود. پس از مرگ ژانت کهن‌صدق، دانشگاه تهران و فدراسیون دو و میدانی ایران، جام سالانه‌ای را به نام وی برگزار کردند. در اولین مسابقه‌ای که در رشته تخصصی او برگزار شد، خط دوّم، که در آخرین مسابقه‌اش در آن دویده بود، با گل پوشانده شده بود.
به همت سازمان بانوان یهود ایران و با کمک انجمن کلیمیان تهران سالن ورزشی بانوان کلیمی تهران به نام ژانت کهن صدق قهرمان دوهای سرعت و رکورددار دو صد متر بانوان ایران در محل مجتمع فرهنگی و ورزشی «سرابندی» واقع در منطقه یوسف‌آباد تهران در بهمن ماه ۱۳۸۳ افتتاح شد و کار خود را با مربی‌گری خانم ژیلا کهن کبریت مربی باتجربه و کارآزموده آغاز کرد.